# کلوزی
کلوزی (به لاتین: Kolwezi) یک منطقهٔ مسکونی در جمهوری دموکراتیک کنگو است که در استان کاتانگا واقع شده‌است. کلوزی ۲۱۳ کیلومتر مربع مساحت و ۵۷۲٬۹۴۲ نفر جمعیت دارد و ۱٬۴۴۸ متر بالاتر از سطح دریا واقع شده‌است.